# Linh hồn bạc (phim)
Gintama (銀魂) là một bộ phim điện ảnh hành động hài hước đề tài jidaigeki của Nhật Bản công chiếu năm 2017 do Fukuda Yūichi làm đạo diễn kiêm tác giả kịch bản. Phim có sự tham gia của Oguri Shun, dựa trên bộ anime và manga cùng tên của tác giả Sorachi Hideaki. Phim được phát hành vào ngày 14 tháng 7 năm 2017 tại Nhật Bản bởi Warner Bros. Pictures.